# Vorort (Vorsitz)
Vorort bezeichnete historisch einen Ort mit Vorrangstellung gegenüber anderen Orten. Unter anderem gab es Vororte in der Hanse. In der Schweizerischen Eidgenossenschaft bis 1848 wurde ein zeitweiliger Vorsitz eines Kantons bzw. der Kantonshauptstadt als Vorort bezeichnet.
Daran angelehnt wird in verschiedenen Korporationsverbänden das jährlich wechselnde Leitungsgremium Vorort genannt.

## Schweiz
Der Begriff Vorort bezeichnete den zeitweiligen «Vorsitz» eines Kantons bzw. der Kantonshauptstadt innerhalb der Schweizerischen Eidgenossenschaft bis 1848.

### Vorort in der alten Eidgenossenschaft bis 1798
In der Alten Eidgenossenschaft wurde bis 1798 derjenige Ort (Stand, Kanton), der eine Tagsatzung einberief und in dieser den Vorsitz führte, als Vorort bezeichnet. Im 15. Jahrhundert setzte sich die Stadt Zürich faktisch als Vorort der Eidgenossenschaft durch, was sich bis heute durch den ersten Platz Zürichs in der offiziellen Auflistung der Kantone widerspiegelt. Die Stellung Zürichs wurde insbesondere durch seinen Vorsitz in der jährlich stattfindenden Tagsatzung zur Abnahme der Jahresrechnung der Grafschaft Baden gefestigt. Nach der Reformation und Gegenreformation in der Schweiz wurde Luzern zum Vorort der katholischen Kantone. 1798 wurde die Tagsatzung und damit auch die Titulatur des Vororts abgeschafft. Die zentralistisch organisierte Helvetische Republik hatte ihre Hauptstadt zuerst in Aarau, dann in Luzern und schliesslich in Bern.

### Schweizer Vororte 1803–1848
Nach der Neuordnung der Schweiz durch Napoleon wurde in der Mediationsverfassung 1803 die zentralistische Regierungsweise der Schweiz wieder zugunsten einer föderalistischeren Form aufgegeben. Anstelle der Hauptstadt Bern (vorher Aarau bzw. Luzern) sollten die Städte Zürich, Bern, Luzern, Freiburg im Üechtland, Solothurn und Basel jeweils für ein Jahr zum «Vorort der Schweiz» werden. Im Vorort fand die jährliche Tagsatzung der Kantone statt. Der jeweilige Bürgermeister oder Schultheiss des betreffenden Direktorialkantons führte den Vorsitz der Tagsatzung und erhielt den Titel «Landammann der Schweiz». Die Kanzlei als einzige ständige Institution der Schweiz zog jeweils mit allen Akten jährlich von Vorort zu Vorort. 1815 wurde die Auswahl der Vororte auf Zürich, Bern und Luzern eingeengt, die bis 1847 jeweils für zwei Jahre statt einem Sitz der eidgenössischen Kanzlei wurden. 1848 wurde Bern zum Sitz der schweizerischen Bundesbehörden und de facto zur Hauptstadt der Schweiz.

## Hanse
In der Hanse unterschied man einzelne Städtebündnisse, die sogenannten „Drittel“. Haupt-Vorort der gesamten Hanse war Lübeck. Innerhalb der Hanse unterschied man die lübisch-sächsischen, die westfälisch-preußischen und die gotländisch-livländischen Städte. Jedes „Drittel“ hatte einen Vorort. Zu Beginn waren dies Lübeck, Dortmund und Visby. 
Offensichtlich war es vorteilhaft, die führende Stadt innerhalb eines Drittels zu sein, denn schon bald gab es innerhansische Auseinandersetzungen um die Aufteilung und Führung der Drittel. Köln löste Dortmund in der Führung des westfälisch-preußischen Drittels ab, Zwischen Visby und Riga wechselte die Führungsrolle im gotländisch-livländischen Drittel mehrfach. Die damalige Bedeutung Lübecks wird auch daran deutlich, dass die Führungsrolle der Stadt im mächtigsten lübisch-sächsischen Drittel niemals angegriffen wurde.

## Studentenverbindungen
In verschiedenen Korporationsverbänden wird die Leitung des Verbandes von einem Vorort übernommen. So wird der Kösener Senioren-Convents-Verband bereits seit 1855 vom Vorort geleitet, den die örtlichen Senioren-Convente im jährlichen Wechsel stellen. 
In mehreren Verbänden wird die jährlich wechselnde vorsitzende Verbindung als Vorort bezeichnet. Dies sind der Cartellverband der katholischen deutschen Studentenverbindungen, der Österreichische Cartellverband, der Schwarzburgbund, der Weinheimer Senioren-Convent und der Wingolfsbund.